# スチュペンデミス
スチュペンデミス (Stupendemys＝驚くべきカメ、の意) は、新生代中新世から鮮新世にかけての南アメリカ大陸に生息した、絶滅したカメの属の一つ。爬虫綱 - カメ目 - 曲頸亜目に属する。史上最大級とされるカメの一つ。

## 形態
甲長は最大で約2m40cm、最小のものでも1m80cmを超える。極めて大型のカメ。同じく最大級とされるアーケロンは潜頸亜目であるのに対し、このカメはより長い首を持つ曲頸亜目に属していた。発見された頸椎のうち、最大のものは30cm程に達し、首だけで1mを超えていたと推定される。おそらく全長は4m近くに達していたであろう。

## 生息域
南アメリカ大陸のベネズエラなどから化石が産出。大河の水際など淡水域に生息し、水辺の植物などを食べていたと思われる。